# Pedro Álvares Pereira
Pedro Álvares Pereira (? - Aljubarrota, 14 de agosto de 1385) foi um nobre português que viveu na segunda metade do século XIV.

## Biografia
D. Frei Pedro Álvares Pereira era filho sacrílego primogénito de D. Álvaro Gonçalves Pereira, a quem viria a suceder como patriarca da família Pereira e como Prior do Crato (líder da Ordem Hospitalária em Portugal), após falecimento do pai, e de Marinha Gonçalves. Era meio-irmão mais novo de Rodrigo Álvares Pereira, irmão mais velho de Diogo Álvares Pereira e meio-irmão mais velho de Fernão Álvares Pereira e de D. Nuno Álvares Pereira, Condestável de Portugal.
Foi 1.° Senhor do Morgado da Quinta do Castro ou do Crasto, no termo de Celorico, Vínculo instituído com Confirmação Real de D. Afonso IV de Portugal de 6 de Outubro de 1347, por doação de João Afonso, natural de Sevilha.
Foi legitimado por Carta Real de D. Pedro I de Portugal de 26 de Agosto de 1357.
D. Fernando I de Portugal doou a D. Frei Pedro Álvares Pereira o Castelo de Marvão.
Hábil político que alinhava pelos vencedores, foi cortesão de D. Fernando I, Alcaide-Mor de Portalegre e aliado de D. Leonor Teles, depois serviu a D. João I de Castela, que o nomearia Mestre de Calatrava.
Combatendo pelos castelhanos, esteve na Batalha dos Atoleiros, na qual enfrentou o seu próprio meio-irmão Nun'Álvares e de que foi um dos poucos sobreviventes, talvez por ter evitado carga directa contra as lanças portuguesas, que chacinaram os mais bravos. Na Batalha de Aljubarrota liderou uma carga castelhana à retaguarda portuguesa, para distrair o seu meio-irmão Condestável da frente de batalha, mas morreria na desgraça numa queda de cavalo, enquanto atravessava o riacho de Aljubarrota em fuga ao seu meio-irmão.

## Na Literatura
Pedro Álvares Pereira é um dos personagens fundamentais na obra "A Vida Grandiosa do Condestável", de Mário Domingues, onde surge como exemplo do cortesão, bajulador e interesseiro, em contraste com a moralidade medieval e os ideais de cavalaria professados pelo seu meio-irmão Nun'Álvares; este contraste é evidente no episódio da sua morte tal como descrito no livro, em que Pedro morre enquanto fugia de um ataque cobarde à retaguarda Portuguesa, perseguido pelo seu meio-irmão que, sozinho, enfrentava o inimigo corajosamente.